# Szabadság

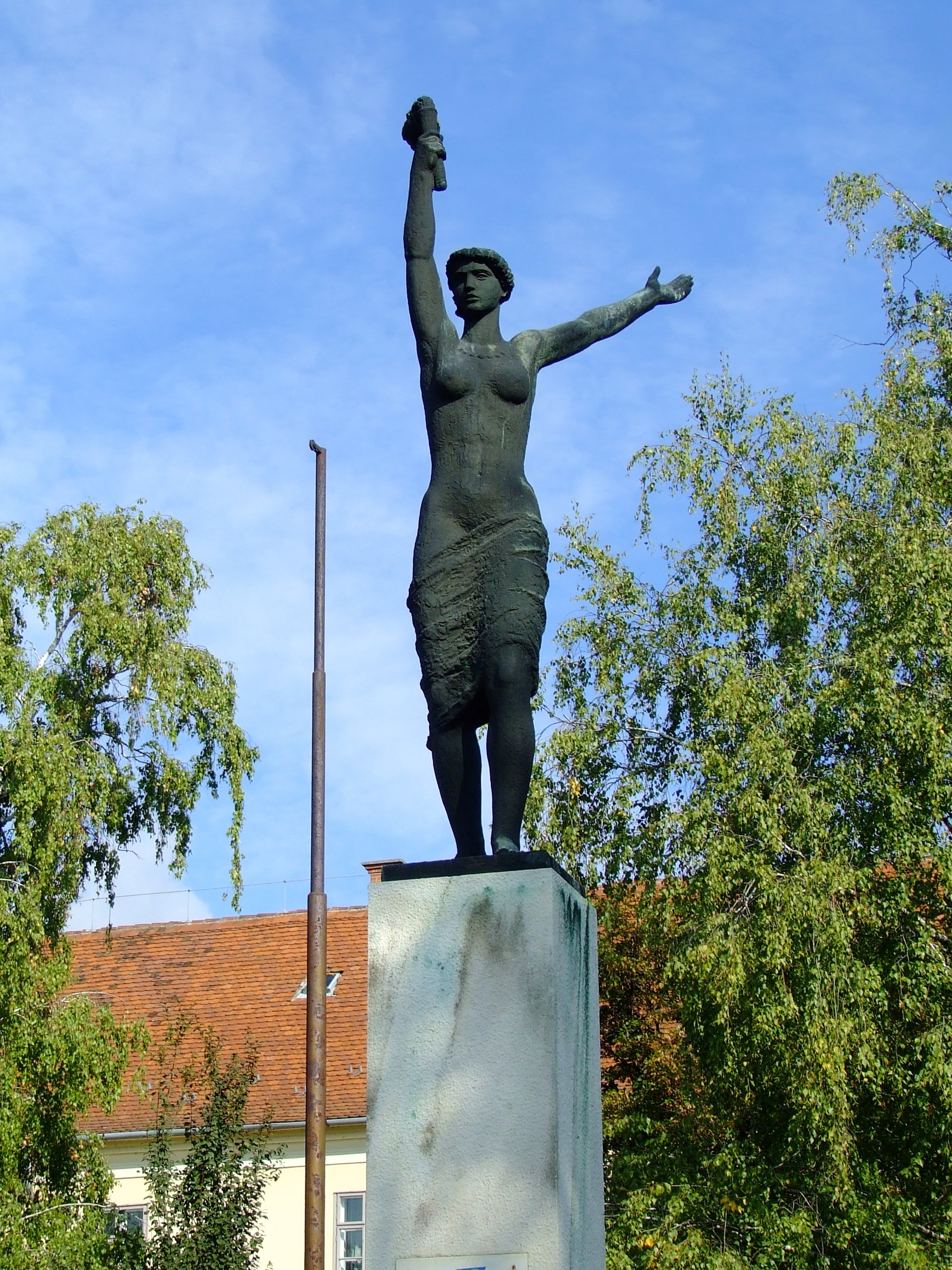
A nagykőrösi Szabadság-szobor

A szabadság a kívánt tett megvalósításának lehetősége. Filozófiailag a determinizmus ellentéte. A politikában a szabadságjogok a biztosítékok a kormány kényszerítő intézkedéseivel szemben, az alkotmányos demokrácia, a jogállam egyik alapja, a vallások közül a hinduizmus is hangsúlyozza a döntés, a tett szabadságát, legfőképpen pedig Jézus - vagyis a Szabadító - szavait olvashatjuk Lukács evangéliumában az elnyomás és a bűn alóli felszabadításról és a szeretet kifejezésének szabadságáról bármely napon. A kultúrában a szabadság a kulturális örökség folytonos megújítása által történő szabad önkifejezés igényét jelenti, az őskortól a napjainkban lezajló szabad kulturális forradalomig folyamatosan jelen van.

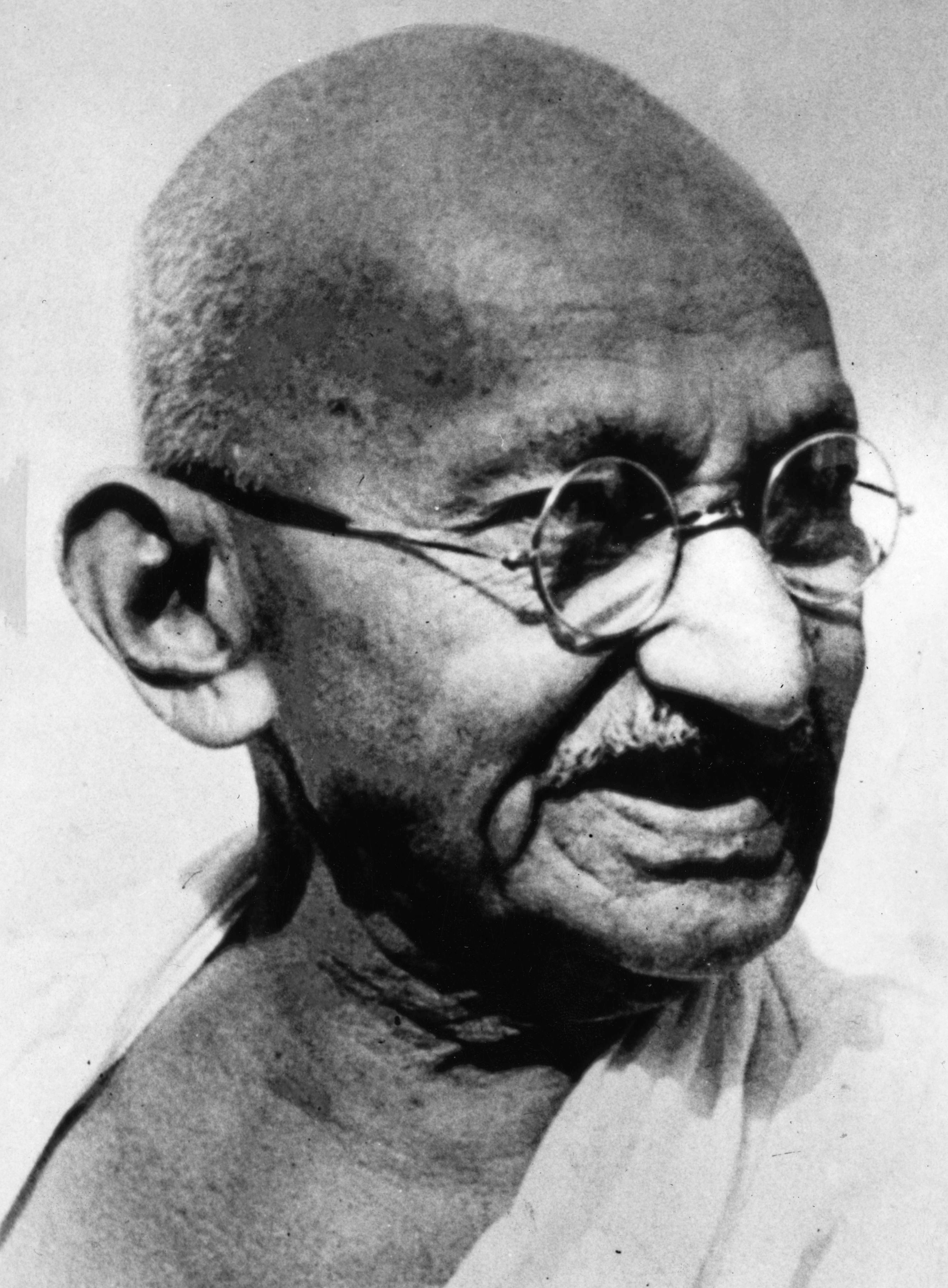
Gandhi, a 20. század legnagyobb hatású szabadságjogi aktivistája, az indiai függetlenségi mozgalom vezetője

## Filozófia
A filozófusok már a legkorábbi időktől foglalkoznak a szabadság kérdésével. Például Marcus Aurelius római császár volt az egyik, aki legelsőnek írt az egyenlő jogokról, a szólásszabadságról, és arról, hogy a kormánynak tiszteletben kell tartania az állampolgárok összes szabadságjogát.
A 17. században John Locke foglalkozott az antik gondolattal.
„In the state of nature, liberty consists of being free from any superior power on Earth.” – szabadnak lenni a Föld bármely felsőbb erejétől, áll meghatározásának bevezetőjében. A liberalizmus nem jelenti azt, hogy bárki bármit tehet; a szabadságjogok érvényesítése senki részéről nem akadályozhatja mások arányos jogérvényesítését.
Filozófiai vonalon többek között John Stuart Mill (1806–1873) fejlesztette tovább a szabadság fogalmát. A szabadságjogokon belül kettős rendszernek mutatta be a tett és ellenállás, ha úgy tetszik, a cselekvés és nem-cselekvés szabadságát. Mill ugyanakkor A Szabadságról szóló könyvében fontos kulturális lépést is tesz, mikor példát hoz arra, hogy nem-kormányzati csoportok kulturálisan hogyan sérthetik mások szabadságjogait.

## Politika

### Antik szabadságjogok
A legelső szabadságjog, amit jelenleg ismerünk Mezopotámiából, Urukaginától, Lagas királyától származik, aki védte a polgárok szabadságát a kizsákmányolástól és erőszaktól. Ugyanakkor elég szigorú, sokszor embertelen büntetéseket is szabott a törvénysértőkre.
A suméroknál és görögöknél fontos koncepcióként jelent meg a rabszolgák felszabadítása. Arisztotelész is említi ezt akkor, mikor a demokrácia fejlődéséről ír, ezután a perzsa, az Asóka-vezette buddhista Mauria és a római birodalomból láthatunk példákat.

### Társadalmi szerződés és emberi jogok
Az ókor után a politikai szabadságjogok először a középkorban, majd a polgárosodással folyamatosan a 17. századtól és a Felvilágosodással fejlődtek ismét nagyot. A középkori előzményeknek tekintjük az olyan – alapvetően csak a nemesek egyes szabadságjogairól szóló! – dokumentumokat, mint például a Magna Carta Libertatum, vagy például Magyarországon az Aranybulla.
A társadalmi szerződés elméletét Thomas Hobbes politikafilozófus fektette le Leviathan című 1651-es könyvében. A korábbi szabadságjogi eszmények megerősítése és pontosítása mellett pontosan és külön lefektette a polgári társadalom önálló és államtól független szabadságjogait.
John Locke és Montesquieu után Mills-ig Jean-Jacques Rousseau járult hozzá jelentősen ahhoz, hogy a szabadságjogok politikai osztályozásra kerüljenek. Szabadság, egyenlőség, testvériség – ezt az elvet az 1789. évi Emberi és polgári jogok nyilatkozata a következőképpen fogalmazza meg: „A szabadság lényege, hogy azt tehetjük, ami nem árt mások jogainak.” „Szabadon élni, halni.” Ezek a gondolatok alapvető hatást gyakoroltak a 19. századtól a 21. századig a jogállamok kialakulására.
Az emberi jogok mai fogalma is a minden emberre vonatkozó szabadságra és egyenlőségre épül. Az általánosan használt definíció szerint: Az emberi jogok azok a jogok és szabadságjogok, amelyek minden embert születésüktől fogva egyenlően megilletnek.
Az ENSZ Emberi Jogok Egyetemes Nyilatkozata 1. cikk 1. mondata így hangzik: Minden emberi lény szabadon születik, és egyenlő méltósága és joga van.

## Kultúra
A kulturális szabadság az egyik legveszélyeztetettebb szabadságjog. Jól látszik ez például a papírkorban a feudális vagy ipari kultúrmonopóliumok kialakulásán, mellyel kapcsolatban többen, például Tolsztoj, Neumann és mások felemelték szavukat a másolásjogi, vagy szabadalmi korlátokkal szemben.
Az emberiség hatalmas ugrása, a digitális korba való váltás ugyanakkor ismét felerősítette a kulturális önkifejezésben való szabad részvétel lehetőségét, ebbe a térbe belépve mindenki globálisan szerzővé és terjesztővé vált. A szabad kultúra mozgalom egyes jogok közösségnek való visszaadásával biztosítja a kulturális szabadságot.

### Művészi szabadság
A művészi szabadság azt jelenti, hogy a művész szabadon megválaszthatja kifejezni valója tárgyát, módját, a művet nyilvánosságra hozhatja és engedélyt adhat a felhasználásra.

### A haladásban való szabad részvétel
Az ENSZ Emberi Jogok Egyetemes Nyilatkozata több ponton foglalkozik a kulturális kérdésekkel. A szabadságjogok terén a 27. pontban kijelenti, hogy minden ember egyenlő joggal bír a művészet élvezetére és a tudományos és kulturális haladásban való részvételhez és egyenlő jog illeti meg az abból származó jótéteményekben való osztozásban.

## Szabadság és erőszakmentesség
A 19. század során többek között sok szabadságharcban felerősödtek a békemozgalmak. 1889-ben a Hágai békekonferencia után elindult például a hágai Állandó Döntőbíróság, mely folyamatosan – többek között a Savarkar ügyben – kifejezte, hogy a szabadságjogok tartós érvényesülését erőszakmentesen látja elérhetőnek. Ez alatt a lelkiismereti szabadságjogok is egyre jobban tudatosultak.
Az általános szabadságjogok lelkiismereti szabadság alapján történő erőszakmentes-tartós érvényesítése követhető modellnek tűnt. Az azóta eltelt több, mint 100 évben az erőszakmentesen kiálló vezetők – mindenekelőtt Gandhi és például Martin Luther King, Nelson Mandela és mások – mozgalmai eredményeket hoztak abban, hogy néhány alapvető szabadságjogot sikerült tartósan érvényesíteni.

## A magyar nép szabadságeszménye

### Függetlenség
"Esik eső, karikára, Kossuth Lajos kalapjára,

valahány csepp esik rája, annyi áldás szálljon rája!

Éljen a magyar szabadság, éljen a haza!"
- a Kossuth-nóta 2. strófája
"Talpra magyar, hí a haza!

Itt az idő, most vagy soha!

Rabok legyünk, vagy szabadok?

Ez a kérdés, válasszatok! -

A magyarok istenére

Esküszünk,

Esküszünk, hogy rabok tovább

Nem leszünk!"
- Petőfi Sándor: Nemzeti dal

### Polgári szabadságjogok

#### 19. század
"Kivánjuk a' sajtó szabadságát, censura eltörlését!"
az 1848-as márciusi 12 pont első pontja

#### 20. század
"...jogom van

  és lélek vagy agyag

még nem vagyok s nem oly becses az irhám,

hogy érett fővel szótlanul kibirnám,

  ha nem vagyok szabad!

Az én vezérem bensőmből vezérel!

  Emberek, nem vadak -

elmék vagyunk! Szivünk, mig vágyat érlel,

  nem kartoték-adat.

Jöjj el, szabadság! Te szülj nekem rendet,

jó szóval oktasd, játszani is engedd

  szép, komoly fiadat!"
József Attila: Levegőt! 1935. november 21.

## Szabadságjogi aktivisták galériája

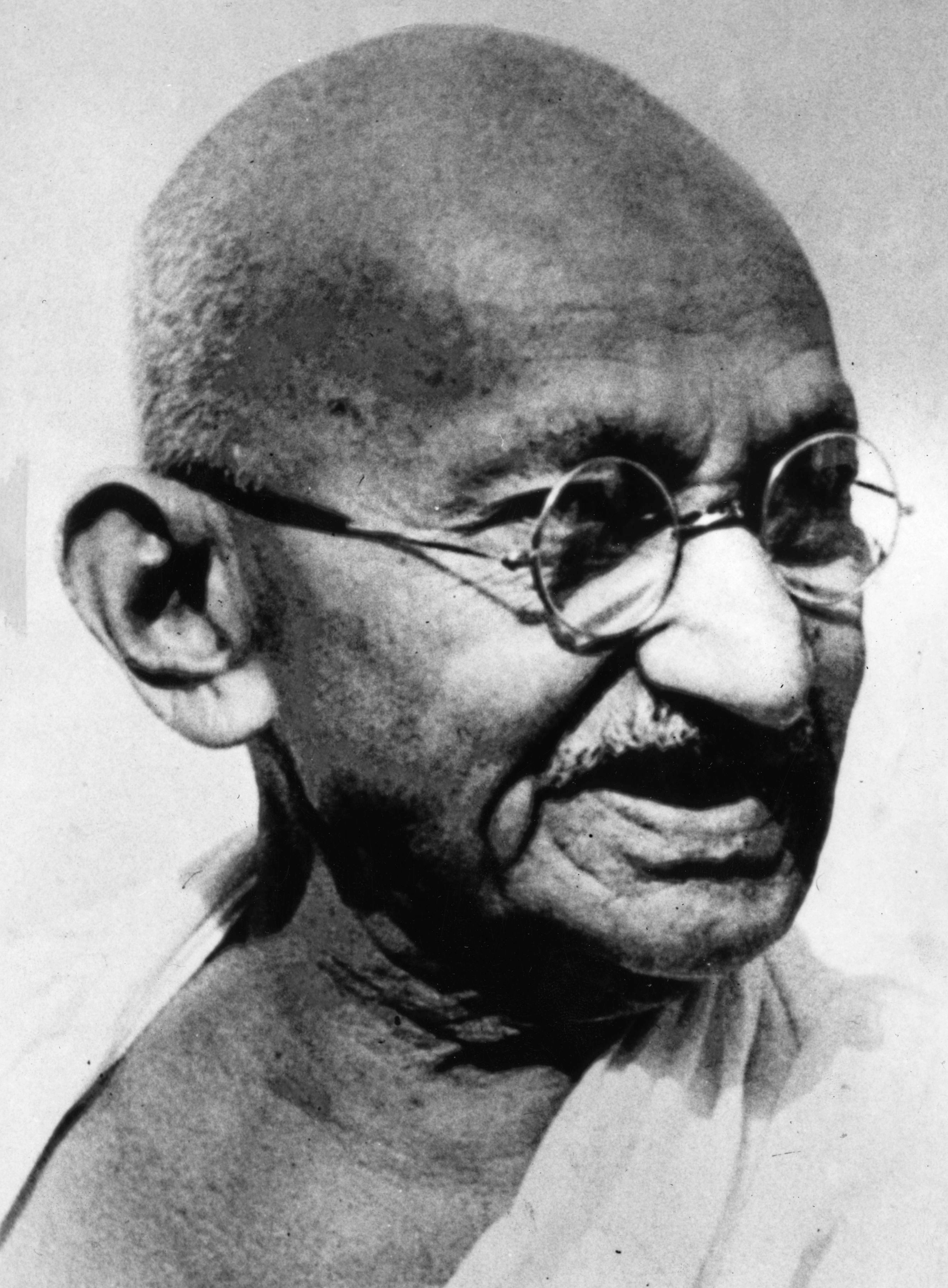
Mahatmá Gandhi, India
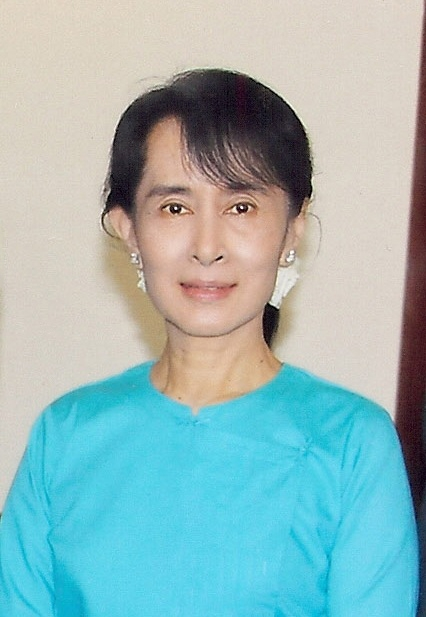
Aun Szan Szu Kji, Mianmar
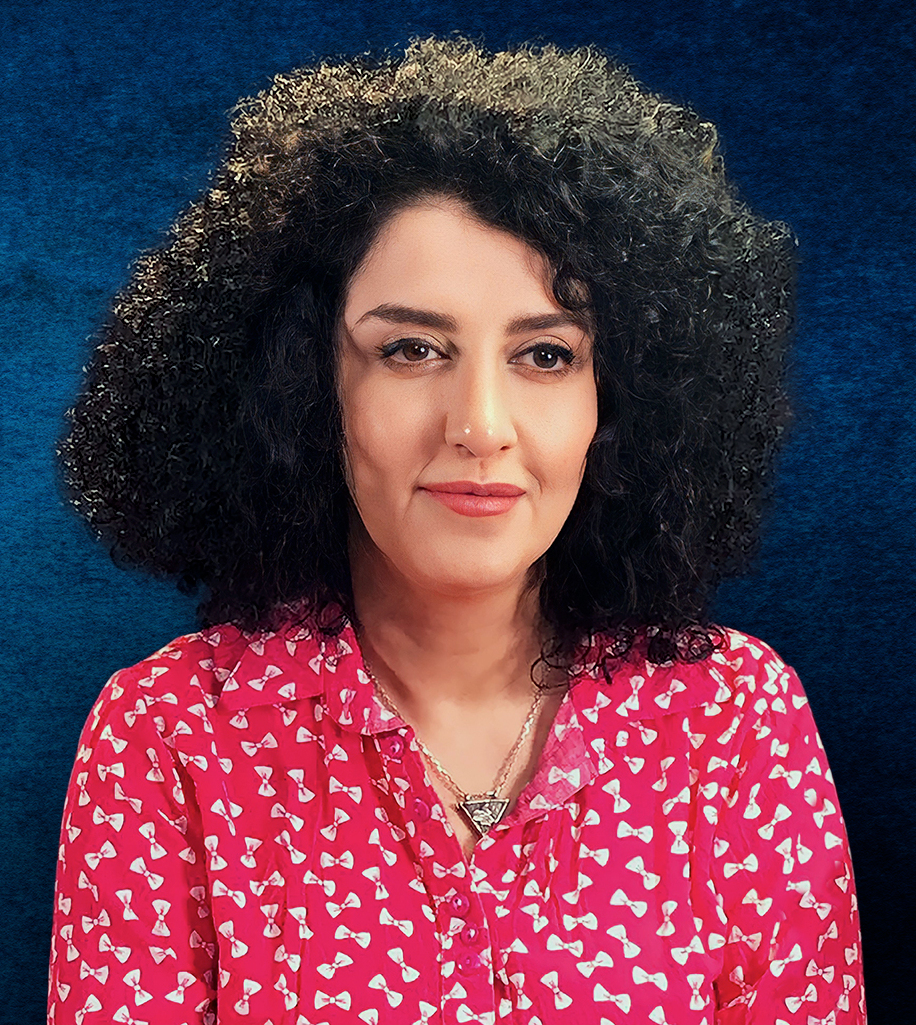
Nargesz Mohammadi, Irán

## Fordítás
- Ez a szócikk részben vagy egészben  a   Liberty című angol Wikipédia-szócikk fordításán alapul.  Az eredeti cikk szerkesztőit annak laptörténete sorolja fel. Ez a jelzés csupán a megfogalmazás eredetét és a szerzői jogokat jelzi, nem szolgál a cikkben szereplő információk forrásmegjelöléseként.